# Římskokatolická farnost Velenice
Římskokatolická farnost Velenice (něm. Wellnitz) je církevní správní jednotka sdružující římské katolíky na území obce Velenice a v jejím okolí. Organizačně spadá do českolipského vikariátu, který je jedním z 10 vikariátů litoměřické diecéze. Centrem farnosti je kostel Nejsvětější Trojice ve Velenicích.

## Historie farnosti
Farnost byla zřízena v roce 1764 při kostele Nejsvětější Trojice, který byl postaven již v roce 1735. Do té doby bylo území farnosti spravováno ze Sloupu v Čechách. Od roku 1759 byla ve Velenicích vedena matrika.
Farnost přestala mít ve 20. století vlastního duchovního správce. Farní kostel postupně začal chátrat, později došlo k samovolné destrukci části stropu v jeho interiéru (ničím nepodložená legenda, tradovaná mezi farníky, praví, že strop se propadl krátce poté, co z kostela odešli účastníci bohoslužby).

### Duchovní správcové vedoucí farnost
Začátek působnosti jmenovaného v duchovní správě farnosti od:
- 1765 Andreas Schwartzbach
- 1767 Thomas Rupprecht
- 1776 Silvestr. Rautenstrauch
- 1796 Nicol. Kittel n. 8. 12. 1764 Falkenavien. o. 30. 8. 1789, + 12. 6. 1831
- 1827 Jos. Janschke n. 7. 1. 1781 Niederliebichens, o. 5. 10. 1805, + 6. 4. 1845
- 1834 Car. Lauterbach O. Praem. n. 5. 11. 1799 Liboricens, o. 7. 9. 1823
- 1847 Jos. Wilde n. 6. 10. 1808, Ober Widim, o. 28. 9. 1832, + 24. 5. 1888
- 1853 Jos. Hanel n. 15. 5. 1811 Kroh, o. 3. 8. 1837, + 5. 6. 1894
- 1872 Aug. Lindner n. 12. 4. 1827 Leipa, o. 25. 7. 1850, + 1881
- 1882 par. vacat, admin. excurr. Jos. Tschörch
- 1883 Valent. Stocklöw n. 10. 2. 1835 Leipa, o. 31. 7. 1860, + 10. 11. 1906
- 1906 par. vacat admin. excurr. Anton. Fr. Vater
- 1908 Joann. Košek n. 31. 5. 1871 Radvanice, o. 17. 6. 1894, + 3. 3. 1928
- 1. 7. 1915 Joann. Müller n. 29. 11. 1875 Hainspach, o. 15. 7. 1900, + 20. 10. 1945
- 4. 9. 1945 Erwin Bundschuh
- 26. 10. 1945 Rudolf Fišar
- 1. 11. 1945 Adolf Wolletz, admin. exc. z Holan
- 1. 9. 1948 Antonín Bon. Chmelař OFM Cap., admin. exc. z kláštera kapucínů v Zákupech
- 1. 11. 1951 Mojmír Melan, admin. exc. ze Zákup
- 1. 5. 1956 Miroslav Hadrava
- 1. 11. 1956 Stanislav Šlapák
- 1. 12. 1956 Rudolf Sitte
- 1. 6. 1959 Josef Tržický
- 1. 5. 1962 Jan Böhm
- 1. 7. 1969 Jan Maria Surý, SDB, admin. exc. ze Zákup
- 1. 8. 1970 Václav Josef Holas, OSA, admin. exc. ze Zákup
- 1. 1. 1983 Vladimír Jedlička
- 1. 7. 1984 Richard Kavan
- 1. 8. 1985 Vladimír Jedlička
- 1. 6. 1986 Václav Horniak SVD
- 1. 1. 1993 Tomáš Kuba
- 1. 12. 1994 Viliam Matějka (vypomáhal ve Velenicích 1987–1993 ze Zákup; od roku 1993 z České Lípy)
- 7. 8. 2009 Grzegorz Jacek Wolanski, admin. exc. ze Zákup[2]

Kromě kněží stojících v čele farnosti, působili ve farnosti v průběhu její historie i jiní kněží. Většinou pracovali jako farní vikáři, kaplani, katecheté, výpomocní duchovní aj.

## Římskokatolické sakrální stavby na území farnosti
| | Fotografie | Stavba                     | Místo    | Bohoslužby                      | Zeměpisné souřadnice             | Status         | Číslo kulturní památky           |
| Kostel | Kostel     | Kostel                     | Kostel   | Kostel                          | Kostel                           | Kostel         | Kostel                           |
| --- | ---------- | -------------------------- | -------- | ------------------------------- | -------------------------------- | -------------- | -------------------------------- |
| 1. |            | Kostel Nejsvětější Trojice | Velenice | bližší informace o bohoslužbách | 50°43′8″ s. š., 14°39′49″ v. d.  | farní kostel   | 26143/5-3355 (Pk•MIS•Sez•Obr•WD) |
| Kaple |            |                            |          |                                 |                                  |                |                                  |
| 2. |            | Kaple sv. Josefa           | Velenice | bližší informace o bohoslužbách | 50°42′36″ s. š., 14°39′33″ v. d. | kaple          | 16366/5-3356 (Pk•MIS•Sez•Obr•WD) |
| 3. |            | Kaple Božího hrobu         | Velenice | bližší informace o bohoslužbách | 50°43′7″ s. š., 14°40′9″ v. d.   | kaple ve skále | 16805/5-3361 (Pk•MIS•Sez•Obr•WD) |
| Některé drobné sakrální stavby a pamětihodnosti lze dohledat zde v databázi Drobné sakrální památky Zaniklé sakrální stavby lze dohledat zde v databázi Poškozené a zničené kostely, kaple a synagogy v České republice |            |                            |          |                                 |                                  |                |                                  |

Ve farnosti se mohou nacházet i další drobné sakrální stavby, místa římskokatolického kultu a pamětihodnosti, které neobsahuje tato tabulka.

## Příslušnost k farnímu obvodu
Z důvodu efektivity duchovní správy byl vytvořen farní obvod (kolatura) farnosti – děkanství Zákupy, jehož součástí je i farnost Velenice, která je tak spravována excurrendo. Přehled těchto kolatur je v tabulce farních obvodů českolipského vikariátu.